# مكون متمم 3

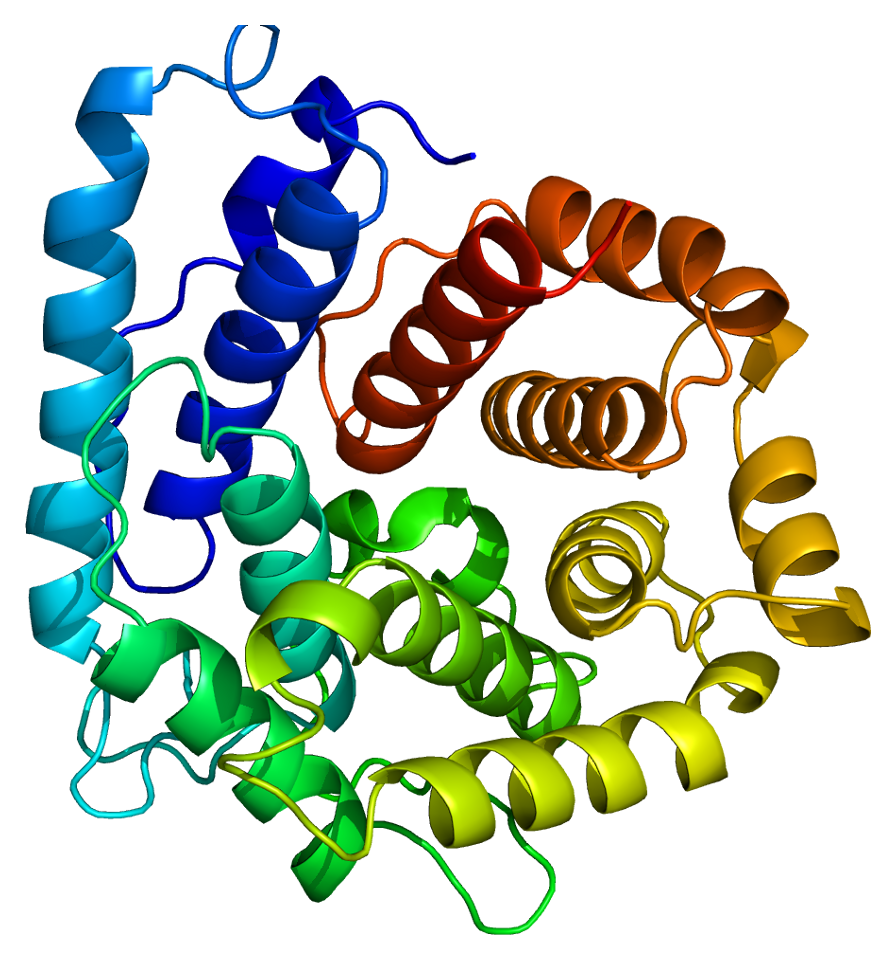

C3 (متممة) (بالإنجليزية: Complement component 3)‏ هو بروتين مناعي. يلعب دورا رئيسيا في جملة المتممة ويساهم في المناعة الفطرية. في البشر يتم ترميزه في كروموسوم 19 على جين يسمى C3.